# José Gutiérrez Mora
José Gutiérrez Mora (La Encina, Cantàbria, 17 de maig de 1922 - Tui, Pontevedra, 5 de maig de 2000) va ser un ciclista espanyol, que va córrer durant la dècada de 1940. En el seu palmarès destaca una victòria d'etapa a la Volta a Espanya de 1945 i una tercera posició al Campionat d'Espanya de muntanya de 1946.

## Palmarès
- 1945
  - Vencedor d'una etapa a la Volta a Espanya
  - 2n a la Pujada a Arrate
  - 3r a la Pujada al Naranco
- 1946
  - 3r al Campionat d'Espanya de muntanya

### Resultats a la Volta a Espanya
- 1945. 13è de la classificació general. Vencedor d'una etapa
- 1946. 9è de la classificació general
- 1947. Abandona